# Drypetes glabridiscus
Drypetes glabridiscus là một loài thực vật có hoa trong họ Putranjivaceae. Loài này được J.J.Sm. mô tả khoa học đầu tiên năm 1924.